# Freddie Woodman
Frederick Woodman, né le 4 mars 1997 à Croydon en Angleterre, est un footballeur anglais qui évolue au poste de gardien de but au Liverpool FC.

## Biographie

### En club
Le 9 janvier 2017, il est prêté à Kimarnock.
Le 31 janvier 2018, il est prêté à Aberdeen jusqu'à la fin de la saison.
Le 1er août 2019, Woodman est prêté pour une saison à Swansea City.
Le 21 juin 2022, il rejoint Preston North End.

### En sélection
Sélectionné pour disputer la Coupe du monde des moins de 20 ans en 2017, Woodman arrête un penalty lors de la finale de la compétition, que l'Angleterre remporte pour la première fois de son histoire. 
Il fait partie des vingt joueurs sélectionnés en équipe d'Angleterre espoirs pour disputer le Festival international espoirs 2018.
Le 27 mai 2019, il fait partie des vingt-trois joueurs sélectionnés pour participer à l'Euro espoirs 2019 avec l'équipe d'Angleterre.

## Palmarès

### En sélection
- Angleterre -17 ans
  - Vainqueur du Championnat d'Europe en 2014.
- Angleterre -20 ans
  - Vainqueur de la Coupe du monde en 2017.
- Angleterre espoirs
  - Vainqueur du Festival international espoirs en 2018.

### Distinctions individuelles
- Meilleur gardien du Festival international espoirs en 2018.
- Membre de l'équipe-type du Festival international espoirs en 2018.
- Meilleur gardien de la Coupe du monde des moins de 20 ans en 2017.
- Meilleur gardien de D2 anglaise en 2021.